# Ligue féminine de basket 1998-1999
Navigation
Saison précédente Saison suivante
La saison 1998-1999 de la LFB est la première édition} de la Ligue féminine de basket et se dispute avec 12 équipes.
Le CJM Bourges Basket est champion de France.

## Les équipes
| - Aix-en-Provence - Bourges - Bordeaux - Calais | - Limoges - Mondeville - Nice - Rennes | - Strasbourg - Tarbes - Toulouse-Launaguet - Valenciennes-Orchies |

## Mode de fonctionnement
Le championnat est décomposé en deux phases, à l'issue de la première, les clubs classés de 1 à 4 disputent dans un premier temps le Tournoi de la Fédération.
De plus, ces quatre équipes se retrouvent dans le Groupe A de la phase 2 du championnat, afin de se disputer le titre. Leurs quatre suivantes se disputent au sein du groupe B les deux places en Coupe Ronchetti. Enfin, les quatre dernières s'affrontent dans le groupe C afin d'éviter les deux dernières places synonymes de relégation en Nationale Féminine 1

## Classement après la phase 1
- En vert les équipes  qualifiées pour le groupe A en deuxième partie de saison
- En bleu les équipes  qualifiées pour le groupe B en deuxième partie de saison
- En rouge les équipes  qualifiées pour le groupe C en deuxième partie de saison

| Place | Équipe               | Pts | MJ | Vic. | Déf. | + | – | % | Coeff. |
| 1     | Bourges              | 44  | 22 | 22   | 0    | - | - | - | -      |
| 2     | Valenciennes-Orchies | 42  | 22 | 20   | 2    | - | - | - | -      |
| 3     | Aix en Provence      | 39  | 22 | 17   | 5    | - | - | - | -      |
| 4     | Bordeaux             | 37  | 22 | 15   | 7    | - | - | - | -      |
| 5     | Nice                 | 33  | 22 | 11   | 11   | - | - | - | -      |
| 6     | Tarbes               | 31  | 22 | 9    | 13   | - | - | - | -      |
| 7     | Mondeville           | 31  | 22 | 9    | 13   | - | - | - | -      |
| 8     | Calais               | 30  | 22 | 8    | 14   | - | - | - | -      |
| 9     | Toulouse-Launaguet   | 29  | 22 | 7    | 15   | - | - | - | -      |
| 10    | Limoges              | 29  | 22 | 7    | 15   | - | - | - | -      |
| 11    | Strasbourg           | 28  | 22 | 6    | 16   | - | - | - | -      |
| 12    | Rennes               | 23  | 22 | 1    | 21   | - | - | - | -      |

## Classements après la phase 2

### Groupe A
- En vert les équipes qualifiées pour la finale
- En bleu les équipes ayant gagné leur place en Coupe Ronchetti pour la saison suivante.

| Place | Équipe               | Pts | MJ | Vic. | Déf. | + | – | % | Coeff. |
| 1     | Bourges              | 11  | 6  | 5    | 1    | - | - | - | -      |
| 2     | Valenciennes-Orchies | 9   | 6  | 3    | 3    | - | - | - | -      |
| 3     | Bordeaux             | 8   | 6  | 2    | 4    | - | - | - | -      |
| 4     | Aix-en-Provence      | 8   | 6  | 2    | 4    | - | - | - | -      |

### Groupe B
- En bleu les équipes ayant gagné leur place en Coupe Ronchetti pour la saison suivante.

| Place | Équipe     | Pts | MJ | Vic. | Déf. | + | – | % | Coeff. |
| 1     | Tarbes     | 11  | 6  | 5    | 1    | - | - | - | -      |
| 2     | Mondeville | 9   | 6  | 3    | 3    | - | - | - | -      |
| 3     | Calais     | 9   | 6  | 3    | 3    | - | - | - | -      |
| 4     | Nice       | 7   | 6  | 1    | 5    | - | - | - | -      |

### Groupe C
- En rouge les équipes reléguées en NF1

| Place | Équipe             | Pts | MJ | Vic. | Déf. | + | – | % | Coeff. |
| 1     | Strasbourg         | 11  | 6  | 5    | 1    | - | - | - | -      |
| 2     | Limoges            | 10  | 6  | 4    | 2    | - | - | - | -      |
| 3     | Toulouse-Launaguet | 10  | 6  | 4    | 2    | - | - | - | -      |
| 4     | Rennes             | 7   | 6  | 1    | 5    | - | - | - | -      |

## Finale

### Aller
10 avril 1999
- Valenciennes-Orchies 71-59 Bourges

### Retour
14 avril 1999
- Bourges 54-36 Valenciennes-Orchies

### Belle
17 avril 1999
- Bourges 87-52 Valenciennes-Orchies

## Les récompenses/performances
- MVP française : Catherine Melain (Bourges)
- MVP étrangère : Polina Tzekova (Tarbes)
- MVP espoir : Ilona Korstine (Bourges)

## Tournoi de Fédération
|  | Demi-finales             | Demi-finales            |                        |    | Finale                  | Finale                  |
|  | Demi-finales             | Demi-finales            |                        |    | Finale                  | Finale                  |
|  |                          |                         |                        |    |                         |                         |
|  | Sam 5 février - Orléans  | Sam 5 février - Orléans |                        |    | Dim 6 février - Orléans | Dim 6 février - Orléans |
|  | Sam 5 février - Orléans  | Sam 5 février - Orléans |                        |    | Dim 6 février - Orléans | Dim 6 février - Orléans |
|  | (1) Bourges              | 56                      |                        |    | Dim 6 février - Orléans | Dim 6 février - Orléans |
|  | (1) Bourges              | 56                      |                        |    | Dim 6 février - Orléans | Dim 6 février - Orléans |
|  | (4) Bordeaux             | 41                      |                        |    | Dim 6 février - Orléans | Dim 6 février - Orléans |
|  | (4) Bordeaux             | 41                      | Bourges                | 54 |                         |                         |
|  | Sam 5 février - Orléans  |                         | Bourges                | 54 |                         |                         |
|  |                          | Aix en Provence         | 42                     |    |                         |                         |
|  | (2) Valenciennes-Orchies | Aix en Provence         | 42                     | 59 |                         |                         |
|  | (2) Valenciennes-Orchies |                         |                        | 59 |                         |                         |
|  | (3) Aix en Provence      | 67                      |                        |    |                         |                         |
|  | (3) Aix en Provence      | 67                      | Match pour la 3e place |    |                         |                         |
|  |                          |                         |                        |    |                         |                         |
|  | Dim 6 février - Orléans  |                         |                        |    |                         |                         |
|  |                          |                         |                        |    |                         |                         |
|  | Valenciennes-Orchies     | 78                      |                        |    |                         |                         |
|  | Valenciennes-Orchies     | 78                      |                        |    |                         |                         |
|  | Bordeaux                 | 70                      |                        |    |                         |                         |
|  | Bordeaux                 | 70                      |                        |    |                         |                         |